# Puerto Grether
Puerto Grether ist eine Ortschaft im Departamento Santa Cruz im südamerikanischen Andenstaat Bolivien.

## Lage im Nahraum
Puerto Grether ist ein Ort am Westrand des Municipios Yapacaní in der Provinz Ichilo. Die Ortschaft liegt auf einer Höhe von 252 m am linken, westlichen Ufer des Río Ichilo, einem rechten Quellfluss des Río Mamoré. Westlich der Ortschaft erstreckt sich das Municipio Entre Ríos in der Provinz Carrasco des Departamento Cochabamba. Südlich der Ortschaft liegen die Nationalparks Carrasco und Amboró.

## Geschichte
Der Ort wurde 1922 gegründet und 1929 offiziell nach dem deutschen Ingenieur Hans Grether benannt. Grether war 1922 vom bolivianischen Präsidenten Baudista Saavedra zum Leiter einer Studienkommission berufen worden die den Bau einer Bahnlinie von Cochabamba nach Santa Cruz planen sollte.

## Geographie
Puerto Grether liegt im bolivianischen Tiefland an den nordöstlichen Ausläufern der Cordillera Oriental. Das Klima ist ein tropisches Feuchtklima mit einer deutlich ausgeprägten Regenzeit.
Die Region weist eine mittlere Jahrestemperatur von 26 °C auf, die Monatsdurchschnittswerte liegen zwischen 23 °C im Juli und gut 28 °C von November bis Februar (siehe Klimadiagramm Puerto Grether). Der durchschnittliche Jahresniederschlag beträgt etwa 1700 mm, mit Monatswerten zwischen 200 und 300 mm von Dezember bis Februar und ausreichend Feuchtigkeit in allen Monaten.

## Bevölkerung
Die Einwohnerzahl der Ortschaft ist im vergangenen Jahrzehnt deutlich zurückgegangen:
| Jahr | Einwohner         | Quelle       |
| ---- | ----------------- | ------------ |
| 1992 | keine Detaildaten | Volkszählung |
| 2001 | 201               | Volkszählung |
| 2012 | 170               | Volkszählung |
| 2024 |                   | Volkszählung |

## Verkehrsnetz
Puerto Grether liegt in einer Entfernung von 181 Straßenkilometern nordwestlich von Santa Cruz, der Hauptstadt des Departamentos.
Puerto Grether liegt an der 1657 Kilometer langen Nationalstraße Ruta 4, die von Tambo Quemado an der chilenischen Grenze in West-Ost-Richtung das gesamte Land durchquert und nach Puerto Suárez an der brasilianischen Grenze führt. Sie führt über Cochabamba, Villa Tunari und Bulo Bulo nach Puerto Grether und weiter über Yapacaní, Santa Cruz und Roboré nach Puerto Suárez. Die Straße ist von der chilenischen Grenze bis Pailón komplett asphaltiert, erst im weiteren Verlauf ist sie unbefestigt.